# Otto Günsche
Otto Günsche, född 24 september 1917 i Jena, död 2 oktober 2003 i Lohmar, var en tysk SS-Sturmbannführer och Adolf Hitlers personlige adjutant.

## Biografi
Günsche anslöt sig till Leibstandarte Adolf Hitler, Adolf Hitlers personliga livvakt, den 1 juli 1934. Från 1936 ingick han i Führerns eskortkommando. I samband med vapenstilleståndet i Compiègneskogen den 22 juni 1940 tjänstgjorde Günsche som vakt i den järnvägsvagn, i vilken den franska kapitulationen undertecknades.
Mellan den 1 januari 1941 och den 30 april 1942 var Günsche inskriven vid SS:s officersskola i Bad Tölz. Därefter förde han befäl över ett pansargrenadjärkompani inom "Leibstandarte Adolf Hitler" på östfronten. Günsche blev den 12 januari 1943 Hitlers personlige adjutant och var det till augusti 1943, då han åter inkallades till fronttjänst. Han blev ånyo Hitlers adjutant i februari 1944 och befordrades till Sturmbannführer i december samma år. År 1944 var Günsche närvarande vid attentatet mot Hitler; Günsche blev lindrigt sårad.
Strax efter klockan 15:30 den 30 april 1945 begick Adolf Hitler självmord tillsammans med sin nyblivna hustru Eva Braun. Hitler hade kort dessförinnan beordrat Günsche att kremera sin och Brauns kroppar efter döden. Tillsammans med Hitlers personlige betjänt Heinz Linge och Hitlers chaufför Erich Kempka ombesörjde Günsche brännandet av Hitlers och Brauns kvarlevor i Rikskansliets trädgård och lämnade tillsammans med ett antal andra personer bunkern dagen därpå. Günsche tillfångatogs i Berlin av Röda armén den 2 maj 1945. Därefter satt han internerad i en rad olika fängelser och arbetsläger i Sovjet och förhördes under flera år av den sovjetiska säkerhetstjänsten NKVD. Han dömdes till 25 års straffarbete 1950 men blev frigiven från Bautzenfängelset i maj 1956. Han var därefter bosatt i Lohmar i Nordrhein-Westfalen fram till sin död den 2 oktober 2003.

## Utmärkelser

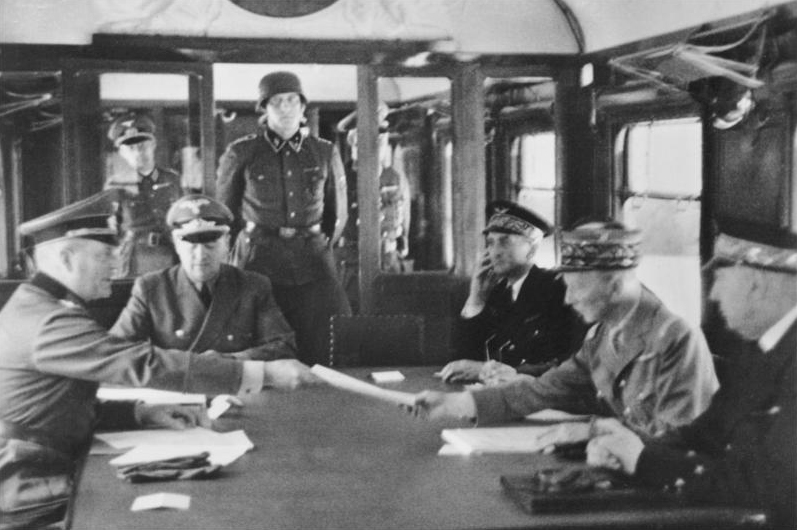
Otto Günsche (stående, iförd stålhjälm) som vakt i samband med vapenstilleståndet i Compiègneskogen den 22 juni 1940.

- Såradmärket i silver
- Infanteristridsmärket
- Järnkorset av andra klassen
- Järnkorset av första klassen

## Populärkultur
- I filmen Undergången-Hitler och Tredje rikets fall från 2004 spelas Otto Günsche av den tyske skådespelaren Götz Otto.